# Marija od Isusa Agredska
Marija od Isusa Agredska (Ágreda, Španjolska, 2. travnja 1602. – Ágreda, 24. svibnja 1665.) - španjolska spisateljica, redovnica, službenica Božja, mističarka.
Rođena je pod imenom María Coronel y de Arana u pobožnoj obitelji. Njeni roditelji imali su jedanaestero djece, od kojih je samo četvero preživjelo djetinjstvo. Njen životopisac i suvremenik, biskup José Jiménez y Samaniego napisao je, da je zarana bila jako pobožna i imala ekstaze i vizije. S dvanaest godina odlučila je postati redovnica. Međutim, prije no što su je roditelji ispratili u samostan sa šesnaest godina, dogodilo se nešto neuobičajeno: njezina pobožna majka imala je viziju u kojoj je vidjela njihovu obiteljsku kuću u Agredi pretvorenu u samostan. Nakon tri godine – ne bez otpora i osude mnogih – cijela obitelj odlučila se na redovnički život. Majka i dvije kćerke (jedna od njih bila je Marija) u obiteljskoj su kući osnovale samostan bosonogih franjevki Bezgrešnoga začeća, Marijin otac postao je časni brat franjevac, a dvojica braće su također u franjevačkom odijelu krenuli prema svećeništvu. Ona je uzela redovničko ime Marija od Isusa Agredska (španj. María de Jesús de Ágreda). S nepunih dvadeset i pet godina imenovana je poglavaricom samostana i to je ostala do smrti, osim tri godine pauze.
Marija od Isusa Agredska u Španjolskoj je postala poznata po brojnim vizijama i ekstazama. Pripisuju joj se bilokacije iz Španjolske gdje je živjela u Sjevernu Ameriku, među Jumano Indijance, koji su tražili duhovnu pomoć. To je dovelo do toga, da je tada aktivna inkvizicija istraživala njeno ponašanje. Presuda je bila, da je nevina i nastavila je s dotadašnjim životom i radom. Više su puta tadašnji slikari izrađivali njene slike, po narudžbi plemića i širili ih po Španjolskoj.
Kao spisateljica, Marija od Isusa Agredska svrstava se među mistike, na temelju njezina postumno objavljenog djela „Mistični grad Božji, Život Blažene Djevice Marije” (španj. Mistica Ciudad de Dios, Vida de la Virgen María). Ovo je opširan rukopis koji je objavljen u četiri sveska 1670. Prema Mariji od Isusa Agredskoj, knjiga je nastala tako što je imala vizije i objavljenja Blažene Djevice Marije. U djelu se izmjenjuju opisi Presvetoga Trojstva, životopis Djevice Marije i duhovne smjernice za čitatelja. Knjiga opširno opisuje razne vrline i kako čitatelj treba živjeti kako bi ih vidio u vlastitom životu, a Djevica Marija je uzor svetosti. Djelo ima imprimatur (odobrenje) nekoliko papa i biskupa i apelira prvenstveno na one koji vjeruju u privatnu objavu i Marijinu svetost. Tu knjigu spominje čak Giacomo Casanova u svojim memoarima.
Marija od Isusa Agredska također je aktivno vodila prepisku s tadašnjim španjolskim kraljem Filipom IV. Upoznao ju je 1643. i na njegov zahtjev razmijenjivali su pisma do smrti, više od 22 godine. On ju je jako poštovao i smatrao da može saznati Božju volje preko nje. Ona je bila tri godine starija, a oboje su umrli 1665., ona u svibnju, a on u rujnu. Budući da se radilo o tajnoj privatnoj prepisci, kralj je presavio list papira na pola i na pola napisao svoja pitanja. Po dolasku u samostan, Marija od Isusa Agredska odgovorila je kralju na drugoj polovici i vratila pismo. Na taj se način kralj nadao da će njegova pisma ostati tajna. U samostanu su međutim, napravljene kopije kraljevih pisama, tako da je prepiska sačuvana do danas. Marija od Isusa Agredska kralju je davala mnogo savjeta o vjerskim, političkim i administrativnim pitanjima. To je povjesničarima u kasnijim vremenima dalo bolje razumijevanje i znanje o događajima koji su se događali u to vrijeme.
Papa Klement X. proglasio ju je službenicom Božjom malo nakon njene smrti. Proces beatifikacije započet je 1673. godine i još nije završen.
Zvali su je „gospođa u plavom” ili „plava redovnica”, zbog boje njenog habita.